# Conus damianakisi
Espèce
Conus damianakisi est une espèce fossile de mollusques gastéropodes marins de la famille des Conidae.

## Taxonomie

### Publication originale
L'espèce Conus damianakisi a été décrite pour la première fois en 2022 par les malacologistes Psarras, Merle (d) et Koskeridou, 2022 dans « European Journal of Taxonomy »,.